# 新町 (福島市)
新町（しんまち）は、福島県福島市の町名。丁番を持たない単独町名である。郵便番号は960-8036。

## 地理
市の本庁所管にあたる中央東地域に属し、福島駅前繁華街の北東部に位置する。東西は福島市道宮町2号線から福島市道新町宮下町線にかけての約200m、南北は福島市道栄町上町線文化通りから福島市道宮下町曾根田町線にかけての約370mの範囲を町域とする。北で宮下町、北東で新浜町、東で宮町、南東で上町、南で大町、南西で置賜町、西で万世町と隣接する。上町に所在する 福島警察署及び天神町に所在する福島消防署のそれぞれ管轄にあたる。南北に福島市道29号杉妻町御山線(県庁通り）、東西に福島市道31号腰浜町町庭坂線（万世町通り）と2本の幹線道路が町域内で交差する。南側の文化通りもあわせ沿線には商店が立ち並ぶ商業、住宅地区である。

## 歴史
1897年に字名変更が行われ、旧来の信夫郡福島町の字北裡、御山通一・二丁目のそれぞれ一部と、曾根田村の一部に当たる区域が再編され設置され、1964年に住居表示が実施され現在に至る。
県庁通りと万世町通が交わる交差点は、もともと西へ万世町通りが延びる丁字路であり、突当りに日蓮宗本法寺が置かれていたが、都市計画道路腰浜町町庭坂線整備に伴い北側の現在地に移転し、2012年1月27日に道路が新たに開通し現在の姿となった。

## 世帯数と人口
2021年（令和3年）5月31日現在の世帯数と人口は以下の通りである。
| 町丁 | 世帯数  | 人口  |
| ---- | ------- | ----- |
| 新町 | 282世帯 | 480人 |

## 小・中学校の学区
市立小・中学校に通う場合、学区は以下の通りとなる。
| 番地 | 小学校                 | 中学校                 |
| ---- | ---------------------- | ---------------------- |
| 全域 | 福島市立福島第二小学校 | 福島市立福島第二中学校 |

## 交通

### 鉄道
- 町域内に現在鉄道施設はない。最寄り駅はJR東北本線福島駅。

### 道路
- 福島市道29号杉妻町御山線（県庁通り）
- 福島市道31号腰浜町町庭坂線（万世町通り）
- 福島市道60161号栄町上町線（文化通り）
- 福島市道60162号栄町豊田町線（北裡通り・中央通り）

### バス
- 上町・福島上町バス停（福島交通・会津乗合自動車）

## 施設
- コープふくしま新町店
- 福島稲荷神社（西側参道周辺の一部と併設の市営駐車場の部分が属する）
- 福島県医師会